# NGC 830
NGC 830 est une galaxie lenticulaire située dans la constellation de la Baleine. NGC 830 a été découverte par l'astronome prussien Heinrich Louis d'Arrest en 1865.

## Caractéristiques
Sa vitesse par rapport au fond diffus cosmologique est de 3 601 ± 18 km/s, ce qui correspond à une distance de Hubble de 53,1 ± 3,7 Mpc (∼173 millions d'al).
À ce jour, une mesure non basée sur le décalage vers le rouge (redshift) donne une distance d'environ 45,800 Mpc (∼149 millions d'al). Cette valeur est tout juste à l'extérieur des valeurs de la distance de Hubble.
NGC 830 est une galaxie dont le noyau brille dans le domaine de l'ultraviolet. Elle est inscrite dans le catalogue de Markarian sous la cote Mrk 1020 (MK 1020).

## Groupe de NGC 788
La galaxie NGC 830 fait partie du groupe de NGC 788 qui comprend au moins 5 galaxies. Outre NGC 830 et NGC 788, les 3 autres galaxies du groupe sont IC 183, NGC 829 et NGC 842.